# Allison Higson
Allison Higson (Mississauga, 13 marzo 1973) è un'ex nuotatrice canadese.
Specializzata nella rana ha vinto la medaglia di bronzo nella staffetta 4x100 m misti alle Olimpiadi di Seoul 1988.

## Palmarès
- Giochi olimpici

1988 - Seul: bronzo nella staffetta 4x100 m mx.
- Giochi PanPacifici

1987 - Brisbane: oro nei 100 m rana e argento nei 200 m misti.